# Władysław Czosnowski

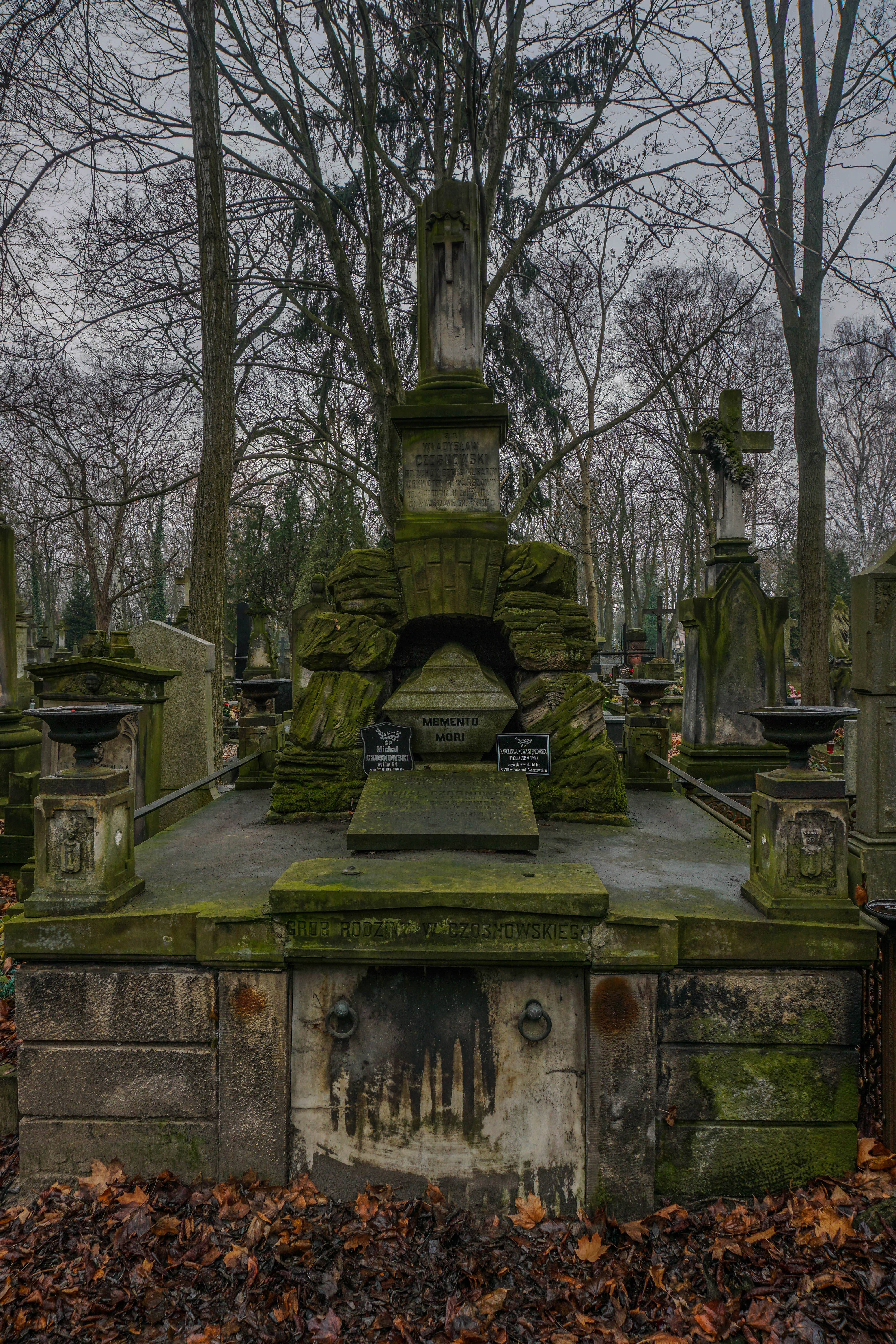
Grób Władysława Czosnowskiego na cmentarzu Powązkowskim

Władysław Leon Czosnowski herbu Kolumna (ur. 27 czerwca 1841 w Starej Wsi, zm. 25 października 1916 w Warszawie) – powstaniec styczniowy, przedsiębiorca budowlany, działacz społeczny.

## Dzieciństwo i młodość
Władysław Czosnowski był synem właściciela wsi Jarochy Walentego Czosnowskiego herbu Kolumna i Honoraty z Kulińskich. W 1861 r. ukończył szkołę realną (gimnazjum) w Warszawie i powrócił do Jarochów. Po wybuchu powstania styczniowego wstąpił do oddziału dowodzonego przez Mariana Langiewicza, w lutym 1864 został ranny. Dostał się do niewoli i przez sąd carski skonfiskowano mu cały posiadany majątek oraz zesłano na Syberię. Z opresji uratował go przyrodni brat Józef, który wykupił Władysława. Po powrocie do kraju został zachęcony przez dawnych towarzyszy broni do pracy murarskiej i rozpoczął pracę jako murarz, w 1872 ożenił się z Karoliną Paul. Była ona córką Józefa Paula, zamożnego majstra dekarskiego, który był właścicielem wytwórni papy i asfaltu. Nie jest znany termin otrzymania uprawnień czeladniczych, natomiast wiadomo, że 26 czerwca 1873 otrzymał tytuł majstra murarskiego i został przyjęty do Zgromadzenia Murarzy. W 1882 r. został wybrany na podstarszego Zgromadzenia, a w latach 1891–1909 był starszym cechu.

## Przedsiębiorstwo budowlane
Od 1869 r., będąc czeladnikiem murarskim, Władysław Czosnowski podejmował się samodzielnej organizacji prac murarskich. Rok później założył przedsiębiorstwo budowlane. Jako początkujący przedsiębiorca wprowadził jak na tamte czasy nowość – z góry ustalał z inwestorem cenę i termin zakończenia robót. Ponadto koordynował przebieg prac (wcześniej inwestor na każdym etapie budowy oddzielnie ustalał warunki robót z majstrami poszczególnych specjalności). Dzięki wsparciu finansowemu kapitalisty Franciszka Geyera możliwy był rozwój przedsiębiorstwa (Geyer był przyjacielem ze szkolnej ławy), dodatkowo Czosnowski posiłkował się kredytami z Towarzystwa Kredytowego Ziemskiego, Banku Handlowego (z czasem zasiadł w Radzie Nadzorczej tego banku), Kasy Przemysłowców Warszawskich (gdzie pełnił funkcję prezesa Rady Nadzorczej). Tak liczne źródła finansowania sprawiły, że firma Czosnowskiego rosła na niespotykaną wówczas skalę.
Około 1884 r. przedsiębiorstwo przynosiło tak duży dochód, że jej właściciel postanowił lokować swoje kapitały w nieruchomościach. W 1885 r. nabył od firmy ogrodniczej Ulrichów grunt po przenoszonym gospodarstwie rolnym. Był to obszar rozciągający się pomiędzy obecnymi ulicami: Waliców, Żelazną i Pereca (wówczas Ceglaną). Przy tej ostatniej wybudował własną kamienicę i siedzibę firmy. Kolejnym etapem lokowania środków finansowych był zakup terenów położonych na południe od Alei Jerozolimskiej (Aleje Jerozolimskie). Południową granicę tego obszaru wyznaczała ulica Wspólna. Grunt ten rozparcelowano, budowano na nim kamienice, które następnie były sprzedawane. Cena sprzedaży wielokrotnie przewyższała koszt gruntu i budowy, ale nabywca otrzymywał gotową kamienicę, często już zasiedloną.
Wcześniej, bo ok. 1896 r. Karolina Czosnowska zaczęła mieć problemy zdrowotne. Kierując się jej dobrem Władysław zakupił nieużytki i grunty leśne położone na południe od rzeki Jeziorki, które wówczas należały do majątku Obory a będące własnością hrabiego Konstantego Skórzewskiego. Po konsultacjach z lekarzami (m.in. balneologami) zainicjował powołanie Towarzystwa Akcyjnego dla Budowy i Eksploatacji Miejscowości w Królestwie Polskim. W 1897 r. Towarzystwo przejęło teren nazwany Konstancinem, a Władysław Czosnowski pełnił funkcję prezesa.
W 1905 r. przedsiębiorstwo budowlane zatrudniało ok. trzech tysięcy robotników różnych branż. Wielu z nich dzięki Czosnowskiemu wyzwalało się na majstrów i zakładało własne firmy, często nadal współpracujące z firmą macierzystą. W 1909 właścicielem przedsiębiorstwa został syn Władysława Czosnowskiego – Tadeusz. Władysław Czosnowski zmarł
25 października 1916 w Warszawie. Spoczywa na cmentarzu Powązkowskim (kw. 40-V-7/8).
Wiele realizacji firmy Władysława Czosnowskiego dotyczyło obiektów zaprojektowanych przez starszego syna Bronisława Colonna–Czosnowskiego, wziętego architekta i inżyniera.

## Działalność budowlana firmy
Władysław Czosnowski współpracował w wieloma wybitnymi architektami, byli to m.in. Józef Pius Dziekoński, Władysław Marconi, Stefan Szyller, Karol Kozłowski, Bronisław Żochowski, Edward Cichocki i Leandro Marconi. W swoim dorobku Czosnowski miał budowę i rozbudowę siedemdziesięciu dwóch kościołów i świątyni, za co w 1890 otrzymał tytuł szambelana papieskiego. Do znaczniejszych budynków, w których powstawaniu miało udział jego przedsiębiorstwo należą m.in.:
- Kościoły:
  1. Kościół Wszystkich Świętych w Warszawie
  2. Kościół pw. św. Piotra i Pawła w Warszawie
  3. Kościół św. Karola Boromeusza w Warszawie (Powązki) (przebudowa i rozbudowa)
  4. Bazylika katedralna św. Michała Archanioła i św. Floriana Męczennika w Warszawie
  5. Kościół św. Augustyna w Warszawie
  6. Bazylika archikatedralna św. Jana Chrzciciela w Warszawie (przebudowa)
  7. Bazylika katedralna Opieki Najświętszej Maryi Panny w Radomiu
  8. Kościół Wniebowzięcia Najświętszej Maryi Panny w Ostrowi Mazowieckiej

- Obiekty użyteczności publicznej:
  1. Cyrk Cinisellego w Warszawie
  2. Teatr Rozmaitości w Warszawie (obecnie Teatr Wielki) (odbudowa po pożarze)
  3. Szkoła Średnia Mechaniczno-Techniczna M. Mittego w Warszawie
  4. Szpital pw. Dzieciątka Jezus w Warszawie (rozbudowa)
  5. Cokół pomnika Adama Mickiewicza w Warszawie (w czynie społecznym)
  6. Dom Towarzystwa Ubezpieczeniowego „Rosja” w Warszawie
  7. Hotel Bristol w Warszawie
  8. Bank Handlowy w Warszawie
  9. Filharmonia Narodowa
  10. Budynek Gimnazjum im. Stanisława Staszica przy ul. Polnej 60, obecnie Noakowskiego 6 w Warszawie – według projektu Mariana Kontkiewicza i Stanisława Zalewskiego[3]
  11. Gmach Towarzystwa Akcyjnego Telefonów H.T. Cedergren (później PASTA) w Warszawie
  12. Kaplica Kochanowskich w Czarnolesie
  13. Liczne wille i obiekty w Kontancinie[4].

## Działalność społeczna
Będąc starszym Zgromadzenia Murarzy Władysław Czosnowski założył w nim kasę chorych, kasę dla poszkodowanych w nieszczęśliwych wypadkach, z jego inicjatywy poniesiono poziom nauczania w należącej do Zgromadzenia szkole zawodowej. Wspierał wydawanie literatury fachowej (m.in. sponsorował wydawanie Przeglądu Technicznego), sam był autorem podręcznika „Podstawowe zasady murarstwa”. Pełnił liczne funkcje społeczne i honorowe, był m.in. członkiem Archikonfranterii Literackiej (od 1884 do śmierci), ławnikiem w Radzie Miasta, członkiem zarządu Kasy im. J. Mianowskiego. Był delegatem Komitetu Ochrony Zabytków Przeszłości, odrestaurował kaplicę Kochanowskich w Czarnolesie. Jako członek powołanego w 1899 r. Komitetu Jubileuszowego Henryka Sienkiewicza uczestniczył w przekazaniu pisarzowi daru narodowego w postaci małego dworu w Oblęgorku. Firma Czosnowskiego nieodpłatnie wykonała przebudowę obiektu.